# 冯春雅
冯春雅（1963年6月3日—），或译馮春迓，男性，京族，越共党员，兴安省人，越南政治人物、学者，曾长期在河内国家大学任职，担任大学副校长、校长，2016年以后历任越南教育培训部部长、越共中央宣教部副部长等职，直到2023年离职退休。

## 生平
冯春雅生于今兴安省芙蕖县宋潘社，早年在河内综合大学（今河内国家大学）就读，毕业后留校任职，先后担任河内国家大学旗下社会科学与人文大学的亚太研究中心、国家大学发展经济研究中心、国家大学经济学院副院长兼发展经济学研究中心主任等职务，2007年升任河内国家大学旗下经济大学校长。2010年升任河内国家大学副校长，并随即当选为越共河内市委委员、第十一届越共中央候补委员，2013年2月，他接替已退休的梅仲润出任河内国家大学校长。2016年1月，当选为越南共產黨第十二屆中央委員會委員，同年4月，新任总理阮春福提名他担任教育培训部部长，随即获得国会通过。其担任教育部长期间，河江省、山罗省、和平省、谅山省等北部省份曾发生国家高中毕业考试严重舞弊行为，部分考生的分数遭到篡改。
2021年4月8日，冯春雅不再担任越南教育培训部部长，随即转任越共中央宣教部副部长，2022年，他因在大學入學考試篡改分數事件中負有主管責任，遭到越共中央政治局處分。2023年，冯春雅不再担任中央宣教部副部长，退休。